# NGC 1398

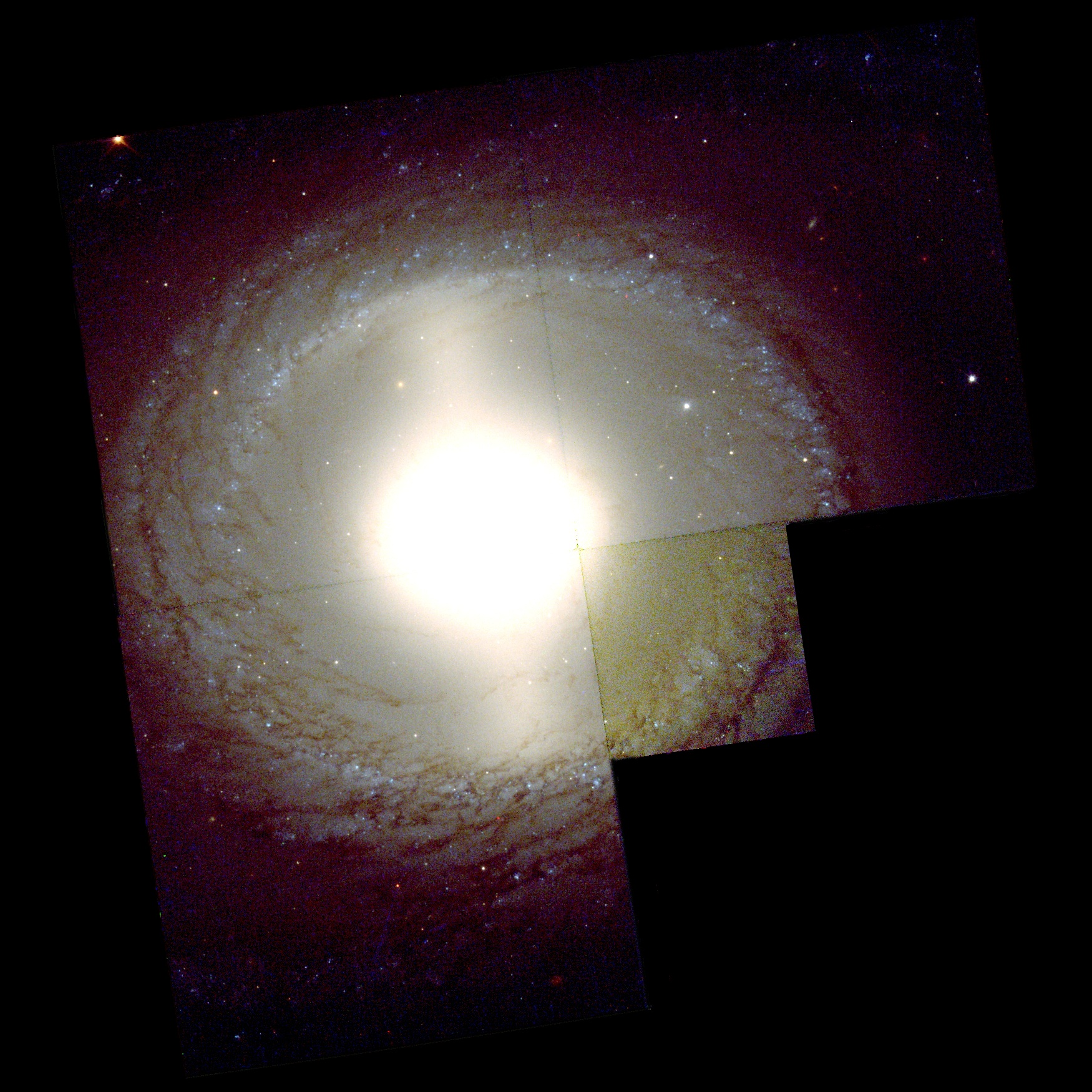
NGC 1398, foto van de ruimtetelescoop Hubble

NGC 1398 is een balkspiraalstelsel in het sterrenbeeld Oven. Het hemelobject werd op 17 december 1868 ontdekt door de Duitse astronoom Friedrich August Theodor Winnecke.

## Synoniemen
- PGC 13434
- ESO 482-22
- MCG -4-9-40
- AM 0336-263
- IRAS03367-2629